# Mokoroane
Mokoroane ist ein Ort im Distrikt Distrikt Mohale’s Hoek im Königreich Lesotho.

## Lage
Der Ort liegt im Westen des Landes etwa 2 km östlich der Grenze zu Südafrika auf einer Höhe von ca. 1690 m. Im Umkreis des Ortes liegt die Missionsstation Kotoanyane, sowie die Orte Borata (N) und Sephapos Gate mit dem nächstgelegenen Grenzübergang nach Südafrika.

## Klima
Das Klima ist gemäßigt warm.